# St. Georg (Jockgrim)
Die römisch-katholische Pfarrkirche St. Georg steht an der Maximilianstraße der Ortsgemeinde Jockgrim im Kreis Germersheim (Rheinland-Pfalz). Sie gehört als Hauptkirche der gleichnamigen Gemeinde zu der 
Pfarrei Rheinzabern und damit zum Dekanat Germersheim im Bistum Speyer.

## Beschreibung
Das Kirchengebäude wurde im Stil der Moderne erbaut. Es verfügt über einen separat freistehenden Kirchturm. 

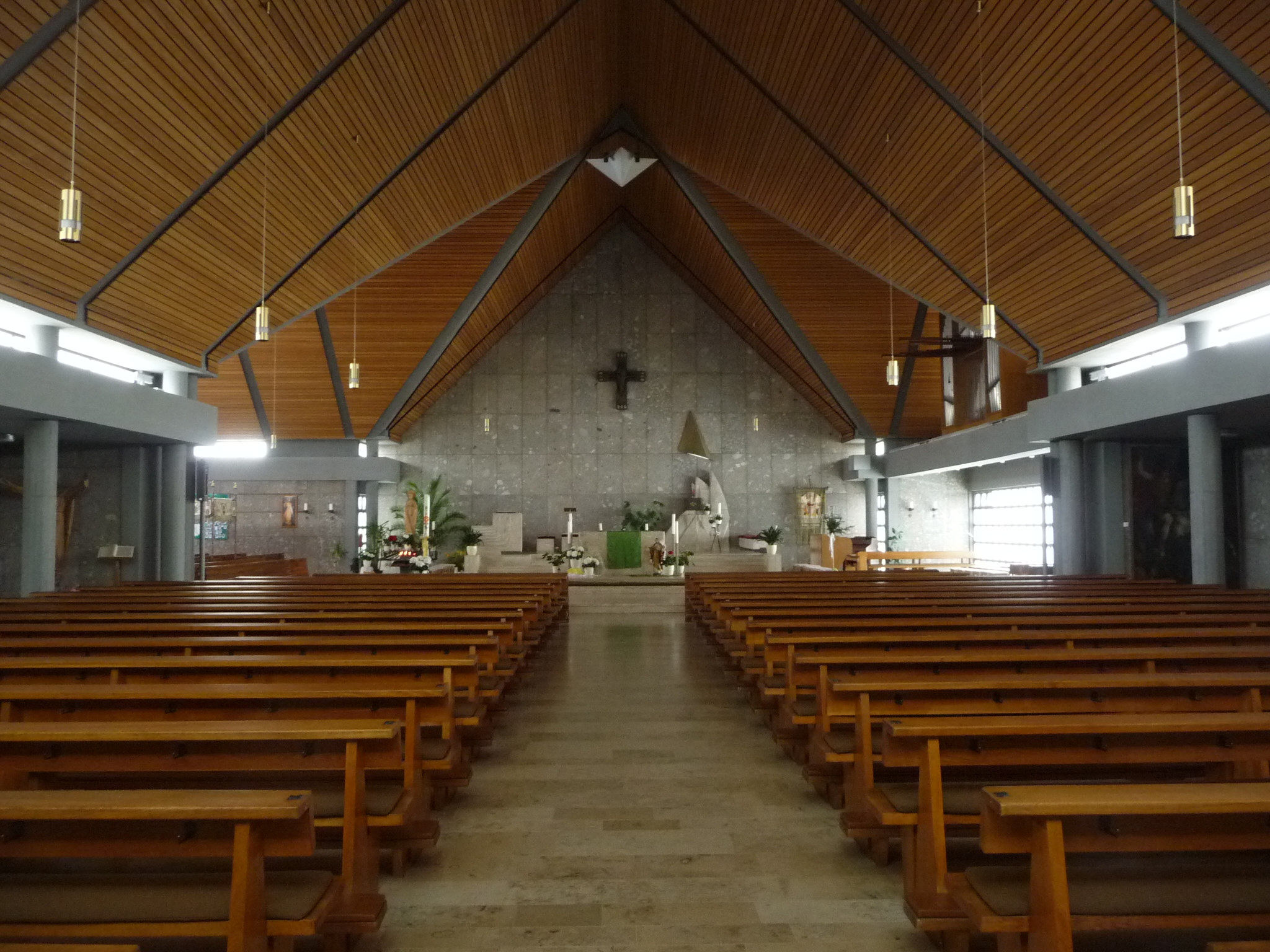
Innenansicht; Blick auf den Altar
Blick auf den Kirchturm
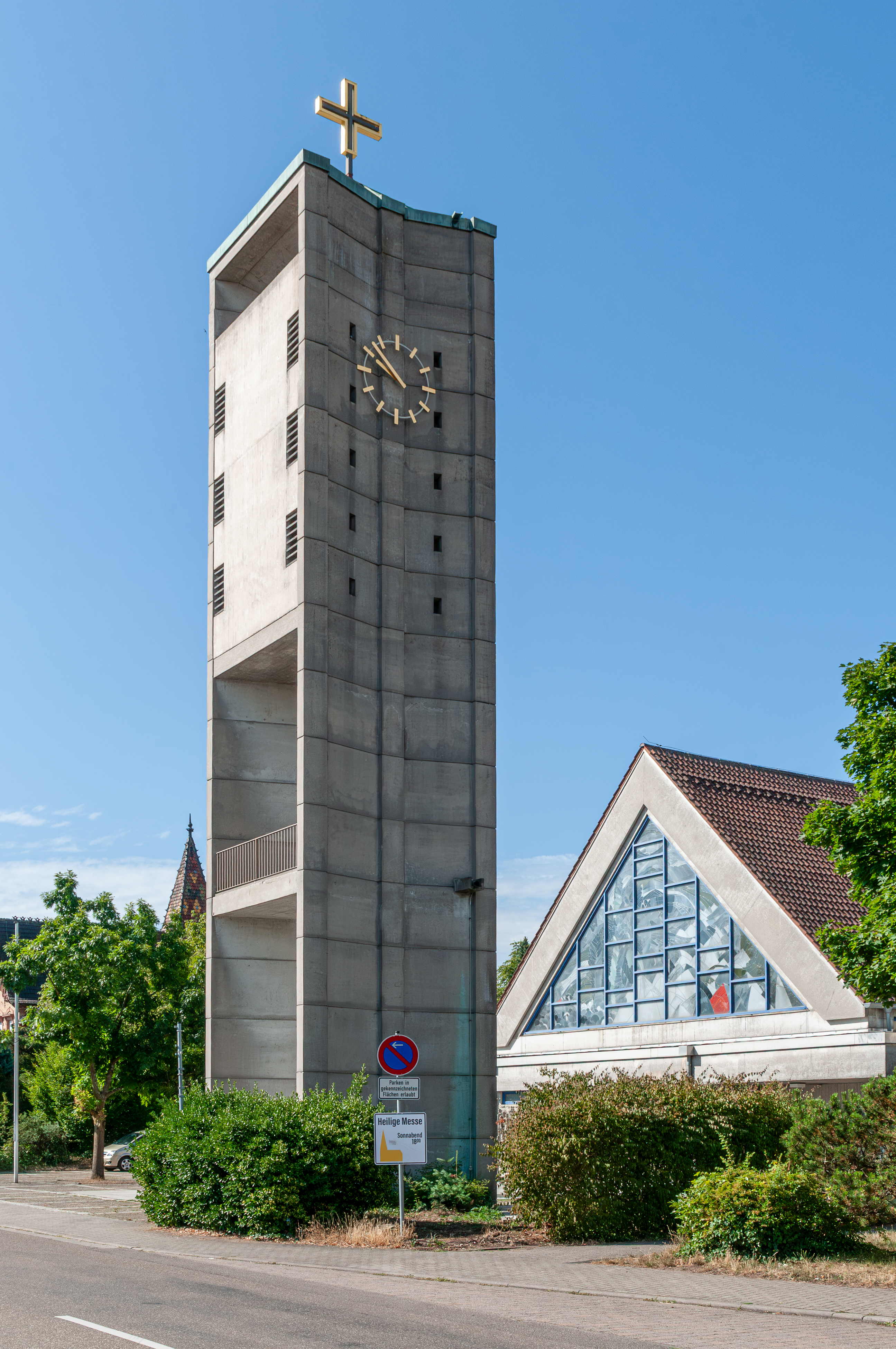
Kirchturm mit Kirche

## Geschichte
Aufgrund des starken Bevölkerungswachstums nach dem Zweiten Weltkrieg erhöhte sich auch die Zahl der Gläubigen in Jockgrim deutlich. Obwohl die damalige Pfarrkirche St. Dionysius trotz ihrer kriegsbedingten Zerstörung bereits ab 1950 wieder nutzbar war und drei Sonntagsmessen abgehalten wurden, reichte die Größe nicht aus. Auch wurde das entsprechend hohe Verkehrsaufkommen durch die Ludwigstraße als zu gefährlich eingestuft. 
Insbesondere durch das Bestreben des damaligen Prälaten Georg Kopp wurde der Bau einer neuen Pfarrkirche forciert. Aus diesem Grund wurde sie dem Patrozinium des heiligen Georg unterstellt. Am 14. September 1962 erwarb die Kirchengemeinde ein Grundstück mit 35 Ar von den Ludowici Ziegelwerken. Hinzu kam eine Grundschenkung von 4,87 Ar durch die Gemeinde Jockgrim. Ab der Grundsteinlegung am 24. Juni 1966 bis in das Jahr 1968 wurde der heutige Kirchenbau unter Aufsicht des Oberbaurats Atzberger vom Bischöflichen Bauamt in Speyer erbaut. Die Weihe erfolgte am 22. September 1968.

## Orgel
Die Orgel wurde 1969, im Folgejahr der Kirchweihe, von Hugo Wehr gebaut. Gerhard Kuhn restaurierte sie im Jahr 2006. Sie verfügt über 24 Register auf zwei Manualen und Pedal. Die Disposition lautet: 
| I Hauptwerk C–g3   |       |
| Pommer             | 16′   |
| Principal          | 08′   |
| Holzgedeckt        | 08′   |
| Oktav              | 04′   |
| Rohrflöte          | 04′   |
| Oktav              | 02′   |
| Waldflöte          | 02′   |
| Mixtur V–VI        | 1 ⁄3′ |
| Spanische Trompete | 08′   |

| II Schwellwerk C–g3   |       |
| Gedackt               | 8′    |
| Salizional            | 8′    |
| Italienisch Prinzipal | 4′    |
| Schweizerpfeife       | 2′    |
| Quinte                | 1 ⁄3′ |
| Sesquialtera II       | 2 ⁄3′ |
| Scharff IV            | 1′    |
| Oboe                  | 8′    |
| Rohrschalmey          | 4′    |

| Pedal C–f1    |     |
| Subbass       | 16′ |
| Principalbass | 08′ |
| Choralflöte   | 04′ |
| Mixtur IV     | 02′ |
| Posaune       | 16′ |
| Basstrompete  | 08′ |

Die Spiel- und Registertraktur sind elektrisch. Bei der Windlade handelt es sich um eine Schleiflade.
- Koppeln: II/I, I/P, II/P

- Spielhilfen: Zwei freie Kombinationen, Feste Kombination (Tutti)

## Glocken
Die St.-Georg-Kirche verfügt über folgende Glocken: 
| Nr. | Name                  | Ton | Masse  |
| --- | --------------------- | --- | ------ |
| 1   | Dreifaltigkeitsglocke | f1  | 865 kg |
| 2   | Marienglocke          | as1 | 620 kg |
| 3   | St.-Michael-Glocke    | c1  | 289 kg |
| 4   | St.-Georg-Glocke      | es1 | 191 kg |